# Microrégion de São Carlos
 (février 2025).
Si vous disposez d'ouvrages ou d'articles de référence ou si vous connaissez des sites web de qualité traitant du thème abordé ici, merci de compléter l'article en donnant les références utiles à sa vérifiabilité et en les liant à la section « Notes et références ».
La microrégion de São Carlos est l'une des deux microrégions qui subdivisent la mésorégion d'Araraquara de l'État de São Paulo au Brésil.
Elle comporte 6 municipalités qui regroupaient 307 237 habitants en 2006 pour une superficie totale de 3 190 km².

## Municipalités[1]
- Analândia
- Descalvado
- Dourado
- Ibaté
- Ribeirão Bonito
- São Carlos